# Немс
Немс (нем. Nehms) — община в Германии, в земле Шлезвиг-Гольштейн. 
Входит в состав района Зегеберг. Подчиняется управлению Трафе-Ланд.  Население составляет 568 человек (на 31 декабря 2010 года). Занимает площадь 15,31 км².